# Liberty (Kentucky)
Liberty es una ciudad ubicada en el condado de Casey en el estado estadounidense de Kentucky. En el Censo de 2010 tenía una población de 2168 habitantes y una densidad poblacional de 442,43 personas por km².

## Geografía
Liberty se encuentra ubicada en las coordenadas 37°19′14″N 84°55′41″O / 37.32056, -84.92806. Según la Oficina del Censo de los Estados Unidos, Liberty tiene una superficie total de 4.9 km², de la cual 4.87 km² corresponden a tierra firme y (0.69%) 0.03 km² es agua.

## Demografía
Según el censo de 2010, había 2168 personas residiendo en Liberty. La densidad de población era de 442,43 hab./km². De los 2168 habitantes, Liberty estaba compuesto por el 95.53% blancos, el 1.52% eran afroamericanos, el 0.09% eran amerindios, el 0.18% eran asiáticos, el 0.23% eran isleños del Pacífico, el 1.38% eran de otras razas y el 1.06% pertenecían a dos o más razas. Del total de la población el 3.04% eran hispanos o latinos de cualquier raza.